# آل جان
آل جان (Al Jean)، هو كاتب ومنتج. وعرف بعمله في سلسلة الرسوم المتحركة عائلة سيمبسون.

## روابط خارجية
- آل جان على موقع IMDb (الإنجليزية)
- آل جان على موقع ألو سيني (الفرنسية)
- آل جان على موقع أول موفي (الإنجليزية)
- آل جان على موقع قاعدة بيانات الفيلم (الإنجليزية)
- آل جان على موقع كينوبويسك (الروسية)